# Komsjön
Komsjön är en sjö i Halmstads kommun i Halland och ingår i Nissans huvudavrinningsområde.